# 火垂るの墓
『火垂るの墓』（ほたるのはか）は、野坂昭如の短編小説。1967年（昭和42年）10月、『オール讀物』に発表され、1968年（昭和43年）3月に刊行された短編集『アメリカひじき 火垂るの墓』（文藝春秋）に収録された。同年には『アメリカひじき』と共に、第58回（昭和42年度下半期）直木賞を受賞した。
野坂自身の戦争体験を題材とした作品で、兵庫県神戸市と西宮市近郊を舞台に、戦火の下、親を亡くした14歳の兄と4歳の妹が終戦前後の混乱の中を必死で生き抜こうとするが、その願いも叶わずに栄養失調で悲劇的な死を迎えていく姿を描く。愛情と無情が交錯する中、蛍のように儚く消えた2つの命の悲しみと鎮魂を、独特の文体と世界観で表現している。
本作を原作とした、同名タイトルの映画（アニメーション、実写）、漫画、テレビドラマ、合唱組曲などの翻案作品も作られている。特にアニメーション映画は、戦災孤児が直面する厳しい現実を一切の妥協なしに描いたことから、戦争の酷さを後世に伝える作品として高く評価された。イギリスでも実写映画化が予定され、撮影は2014年から行われるはずだったが、結局実現しなかった。

## 作品発表までの経緯
1967年（昭和42年）、雑誌『オール讀物』10月号に掲載され、同時期発表の『アメリカひじき』と共に翌春に第58回（昭和42年度下半期）直木賞を受賞した。単行本は両作併せて1968年（昭和43年）3月25日に文藝春秋より刊行された。文庫版は新潮文庫より刊行されている。翻訳版はAlycia Davidson訳（英題: Grave of the Fireflies）をはじめ、各国で行われている。
作品は、刊行時に結末部に変更が加えられており、末尾の一段落が削除される一方、主人公の少年の遺体がほかの浮浪児たちの遺体とともに「布引の上の寺」で荼毘に付された日時「昭和20年9月22日午後」が加えられている。削除された一段落には、布引の谷あいから飛び立った無数の蛍が、打ち捨てられた妹の骨のまわりを飛び交うという以下の文章があり、妹の鎮魂にかかわる表現がより強く描かれていた。このため、この改筆は作品全体の評価や解釈にも関わるという指摘がある。
この最後の段落の削除は、直木賞の選考における海音寺潮五郎の選評（結末が「明治調すぎて、古めかしすぎ」る、というコメントを含む）を受けたものとも説明可能であるが、この段落は、この作品の主題でもある野坂自身の妹への贖罪の念や鎮魂の思いを表現する重要な部分でもあり、作品全体に対する直木賞の選評での高評価にも影響を与えていたものであるため、この段落を削除し、無縁仏として多くの浮浪児の遺体と共に荼毘に付された清太の死で作品を終わらせる末尾に変更したことの意味は、野坂個人の妹に対する鎮魂と悔悟に根差した兄妹固有の物語であったものを、主人公を多くの戦災孤児たちの一人として描くことで、戦災孤児たちの鎮魂の物語として拡大したという解釈もある。

## 作品構成・文体
文体は、関西弁の長所を生かした「饒舌体」の文体ながらも、無駄のない独特のものとなっている。
物語の構成は、冒頭にまず物語の結末部分が描かれ、駅構内で亡くなった主人公の少年の腹巻きの中から発見されたドロップ缶を駅員が放り投げると、その拍子に蓋が開いて缶の中から小さい骨のかけらが転げ出し、蛍が点滅して飛び交う。そして、その骨が少年の妹の遺骨であることの説明から、カットバックで時間が神戸大空襲へ戻っていき、そこから駅構内の少年の死までの時間経過をたどる効果的な構成となっており、印象的で自然な流れとなっている。

## 作品背景

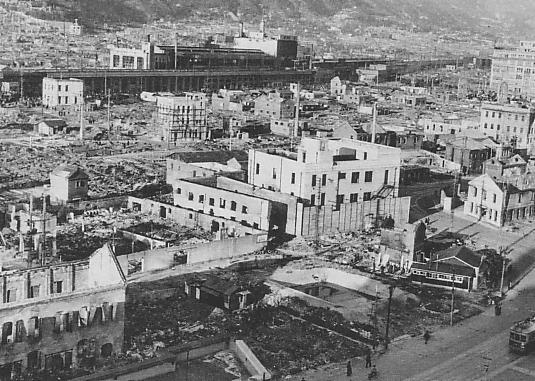
神戸大空襲後の神戸市街

『火垂るの墓』のベースとなった戦時下での妹との死別という主題は、野坂昭如の実体験や情念が色濃く反映された半ば自伝的な要素を含んでおり、1945年（昭和20年）6月5日の神戸大空襲によって自宅を失い、家族が大火傷で亡くなったことや、焼け跡から食料を掘り出して西宮まで運んだこと、美しい蛍の思い出、1941年（昭和16年）12月8日の開戦の朝に学校の鉄棒で46回の前回り記録を作ったことなど、少年時代の野坂の経験に基づくものである。
野坂は幼児期に生母と死別した後、神戸で貿易商を営んでいた叔母夫婦の養子となったが、前述の神戸大空襲で住んでいた家は全焼。当時14歳だった野坂は1歳の義妹とともに西宮市満池谷町の親類宅に身を寄せたり、あるいはその近くのニテコ池の南側に広がる谷間に10ヶ所ほどあった防空壕で過ごすなどの経験を実際にしている。
野坂は戦中から戦後にかけて2人の妹（野坂自身も妹も養子であったため、血の繋がりはない）を相次いで亡くしており、死んだ妹を自ら荼毘に付したことがあるのも事実である。ただし、「空襲で父母をなくした」は脚色であり、養父は実際に空襲で行方不明となっていたが、養母は重傷を負いながらも一命を取り留めており、元から一緒に暮らしていた養祖母も健在だった。また、西宮の親戚の家に滞在していた当時の野坂は、その家の2歳年上の美しい娘（三女・京子）に夢中であり、幼い妹・恵子（物語とは異なりまだ1歳6ヶ月で、8月22日に疎開先の福井県で亡くなった）のことなどあまり気にかけることなく、中学生らしい淡い初恋に心をときめかせていたという。食糧事情は悪かったものの、小説のようなひどい扱いは実際には受けておらず、家を出て防空壕で生活したという事実は無い。
野坂は、まだ生活に余裕があった時期に病気で亡くなった上の妹には、兄としてそれなりの愛情を注いでいたものの、家や家族を失い、自分が面倒を見なくてはならなくなった下の妹のことはどちらかといえば疎ましく感じていたことを認めており、泣き止ませるために頭を叩いて脳震盪を起こさせたこともあったという。西宮から福井に移り、さらに食糧事情が厳しくなってからはろくに食べ物も与えず、その結果として、痩せ衰えて骨と皮だけになった妹は、誰にも看取られることなく餓死している。こうした事情から、かつては自分もそうであった「妹思いの良き兄」を主人公に設定し、平和だった時代の上の妹との思い出を交えながら、下の妹・恵子へのせめてもの贖罪と鎮魂の思いを込めて、野坂は『火垂るの墓』を書いた。「節子」という名は野坂の亡くなった養母の実名であり、小学校1年生の時に一目ぼれした初恋の同級生の女の子の名前でもあった。「恵子」という名前を、『エロ事師たち』の主人公の義娘の名前に付けたのは、妹への思いがあったからだという。
野坂は妹の恵子について次のように述べている。

## あらすじ（小説）
1945年（昭和20年）9月21日、清太は省線（現在のJR東海道本線（通称・JR神戸線））三ノ宮駅構内で、14歳の若さで衰弱死する。清太の所持品は錆びたドロップ缶。その中には、わずか4歳で衰弱死した妹・節子の小さな骨片が入っていた。駅構内の見回りをおこなっていた駅員がドロップ缶を見つけ、無造作に草むらへ放り投げる。地面に落ちた缶からこぼれ落ちた遺骨のまわりに蛍がひとしきり飛び交い、やがて静まる。
太平洋戦争末期、兵庫県武庫郡御影町（現在の神戸市東灘区）に住んでいた清太とその妹・節子は、6月5日の神戸大空襲で母も家も失い、父の従兄弟の嫁で今は未亡人である兵庫県西宮市の親戚の家に身を寄せることになる。
共同生活も最初のうちは順調だったが、戦争が進むにつれて、2人を邪魔扱いする説教くさい叔母との諍いが絶えなくなる。居心地が悪くなった清太は節子を連れて家を出ることを決心し、近くの満池谷町の貯水池のほとりにある防空壕の中で暮らし始めるが、配給は途切れがちになり、情報や近所付き合いもないため思うように食料が得られず、節子は徐々に栄養失調で弱っていく。清太は畑から野菜を盗んだり、空襲で無人になった人家で火事場泥棒を働いたり、時には私人逮捕されて殴られた上に派出所に突き出されながらも飢えをしのぐ。
ある日、川辺で倒れている節子を発見した清太は、節子を病院に連れていく。医者からは「滋養を付けるしかない」と言われたため、銀行から貯金を下ろして食料の調達に走る最中に日本の降伏と敗戦を知り、父の所属する連合艦隊も壊滅したと聞かされて衝撃を受ける。戦後の物不足の中、清太はやっとの思いで手に入れた食べ物を節子に食べさせたがすでに手遅れで、節子は終戦から7日後の8月22日に短い生涯を閉じる。節子を火葬して荼毘に付した後、あたりにはたくさんの蛍が飛び、清太は節子に「蛍と一緒に天国へいき」と言って節子の白い骨のかけらを拾い集めて防空壕を去る。その後、清太自身も栄養失調に侵され、身寄りも無いため三ノ宮駅に寝起きする戦災孤児の1人として野垂れ死に、死体は他の死亡した30人の死体と共に荼毘に付され、無縁仏として納骨堂へ収められた。

## 直木賞の選評
『アメリカひじき』と一緒に受賞し、選考委員の評価は総じて高いもので、反対派はいなかった。
海音寺潮五郎は、「大坂ことばの長所を利用しての冗舌は、縦横無尽のようでいながら、無駄なおしゃべりは少しもない。十分な計算がある。見事というほかはない」と評し、「後者（火垂るの墓）の結末は明治調すぎて、古めかしすぎて乗って行けなかったが、自伝的なものがありそうだから、こうせざるを得なかったのであろう」と述べている。
水上勉は、「出来がよく、野坂氏の怨念も夢もふんだんに詰めこまれて、しかも好短篇の結構を踏み、完全である。感動させられた」と述べ、松本清張は、「私の好みとしては『アメリカひじき』よりも『火垂るの墓』をとりたい。だが、野坂氏独特の粘こい、しかも無駄のない饒舌体の文章は現在を捉えるときに最も特徴を発揮するように思う」と評している。
川口松太郎は、「直木賞作家の本命とはいい難く、君の技量は逆手だ。文章のアヤの面白さに興味があって事件人物の描写説得は二の次になっている」とし、「野坂君が独特の文体の上に、豊かな内容をもり込む作家になってくれたらそれこそ鬼に金棒だ」と助言をしている。
大佛次郎は、「この装飾の多い文体で、裸の現実を襞深くつつんで、むごたらしさや、いやらしいものから決して目を背向けていない」とし、「作りごとでない力が、底に横たわって手強い」と評している。柴田錬三郎は、「さまざまの話題をマスコミにまきちらし乍ら、とにもかくにも、文壇へふみ込んで来たその雑草的な強さは、敬服にあたいする。私は、『火垂るの墓』に感動した。劇作者的文章が、悲惨な少年少女の最後を描いて、効果をあげたことは、われわれ実作者に深く考えさせるところがあった」と高い評価をしている。

## 登場兵器
- B29スーパーフォートレス
- 重巡洋艦摩耶
- 戦艦比叡

## アニメ映画

火垂るの墓の碑
石屋川にて

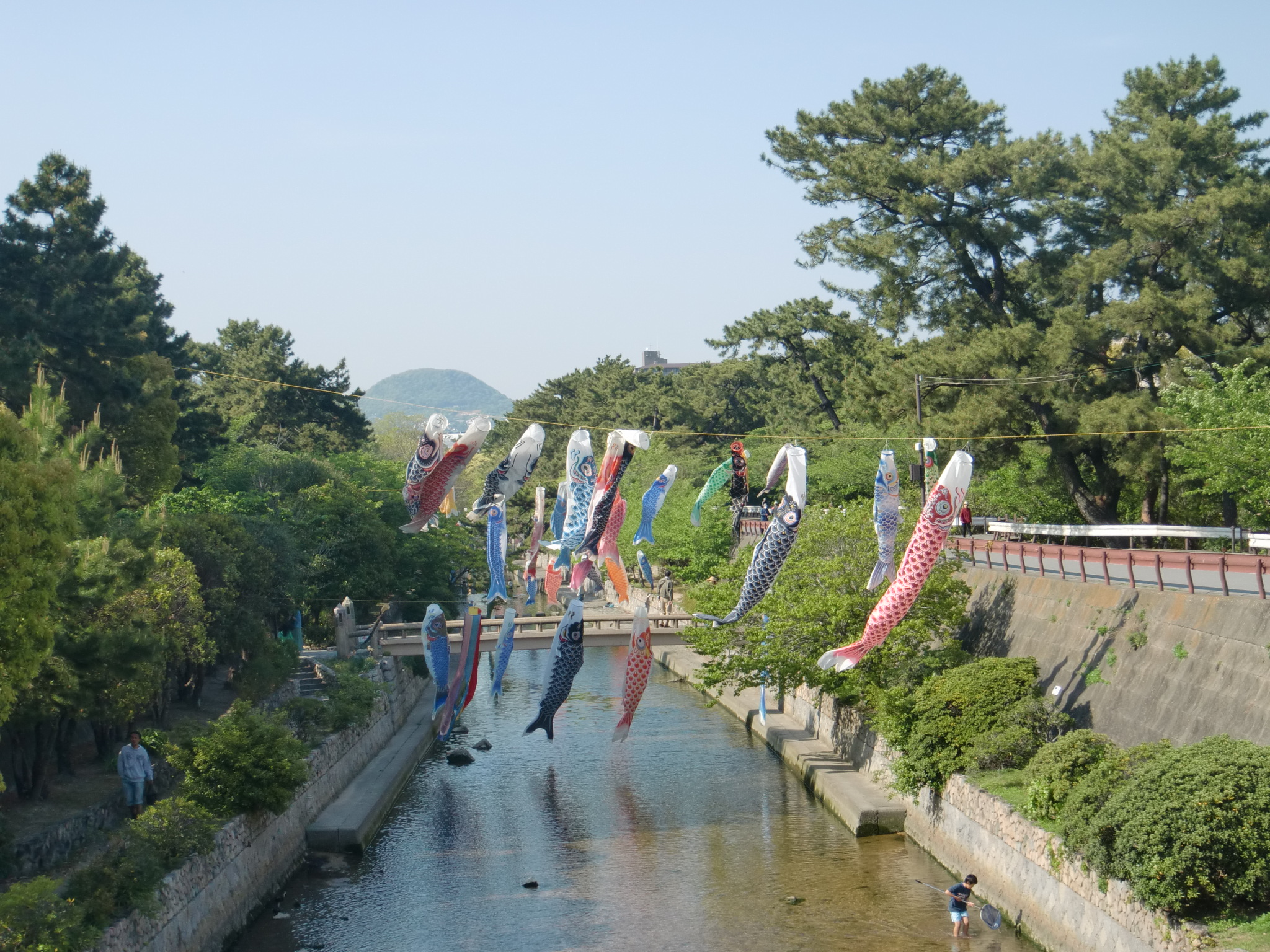
夙川（兵庫県西宮市）

『火垂るの墓』（ほたるのはか、英題：Grave of the Fireflies）は、1988年〈昭和63年〉4月16日に公開されたスタジオジブリ制作の日本のアニメーション映画。高畑勲監督の長編アニメーション映画第6作。雑誌『オール讀物』に連載していた野坂昭如の同名小説（『火垂るの墓』）を原作とする。キャッチコピーは「4歳と14歳で、生きようと思った」。『となりのトトロ』との同時上映であり、同作品との共通のキャッチコピーは「忘れものを、届けにきました」。

### 概要
物語は概ね原作同様であるが、多少の差異がある。清太の死が冒頭で描かれ、幽霊になった清太の「僕は死んだ」というナレーションから始まってカットバックしていき、神戸大空襲から清太が死地となる駅構内へ赴くまで原作の構成をほぼ忠実になぞっているが、後半部分の演出、特に節子の死のシーンの描写（原作では清太が池で泳いでいる間に死んでいる）や、冒頭で現代の三宮駅から過去の三宮駅に切り替わるところやラストで現代の神戸の街のシルエットに繋がる構成などはアニメオリジナルであり、幽霊となった清太が自分が死ぬまでの数カ月間を現代まで繰り返し見ていることやこれが「心中物」であるのが冒頭だけでわかるように緻密に計算されて描かれている。
また、登場人物の会話は関西出身の俳優や声優を起用したネイティヴな関西弁である。「キイキ悪い（体調が悪い、病気の意）」、「（二本松の）ねき（脇、近くという意味）」などといった現在ではほとんど使われることがなくなった古い表現も、原作小説のままに使用されている。ただし、いわゆる神戸弁ではなく、大阪弁に近い言い回しに統一されている点が異なる。
公開当時、日本のアニメーションはSFファンタジーが大人気で、本作は“文学を原作に戦時下の日本をリアルに描く”という極めて異端の企画だった。本作のドキュメンタリーのような再現性(詳しくは後述)は徹底した下調べの賜物であり、それまでのアニメーションではほとんど見られないものだった。一般的にアニメーションは、短い秒数のカットで繋いでいくことが多いが、本作では1カットが30秒を超えるものがいくつかあり、特に節子が亡くなるカットは52秒にも及ぶ。
国内外で高い評価を受け、スティーヴン・シュナイダーの『死ぬまでに観たい映画1001本』に掲載されている。

#### 製作の経緯
本作は、1988年（昭和63年）の公開時、宮崎駿監督作品『となりのトトロ』と同時上映されているが、先に企画された『となりのトトロ』は、当初、60分程度の中編映画として企画されており、単独での全国公開は難しかった。そこで同時上映作品として、高畑勲監督作品『火垂るの墓』の企画が決定したという経緯が伝えられている。
最終的に、両作とも上映時間は90分近くなり、長編2本体制で公開された。アニメ映画界の二大巨頭の代表作、しかも作風も物語も印象も全く相反する内容の作品を一緒に観ることができたが、当時としてみれば地味な素材であった上、東宝宣伝部が消極的だったことや、高畑・宮崎両監督の一般的な知名度も現在ほどではなく、公開日が春休み後の中途半端な時期でもあったため、配給収入は5.9億円と伸び悩んだ。評論家からは好評で『キネマ旬報』誌の1988年度日本映画ベストテンでは6位に食い込んでいる（なお、1位は『となりのトトロ』）。
両映画の制作はスタジオジブリで同時に進行した。東映動画でも長編作品を2本同時進行したことはなかったといい、高畑・宮崎の信頼に耐える主要スタッフ（アニメーター）は限られており、人員のやりくりに制作側は苦慮することになった。特に揉めたのが作画監督の近藤喜文の処遇であった。結果として宮崎側が新しく参入したスタッフを中心に制作したのに対し、高畑側は近藤や美術監督の山本二三など旧知のベテランを集めた。高畑は後年の回想で、近藤を獲得することが（人材面での）「最優先、いや絶対的な課題」であったと述べ、それ以外のメンバーについては自ら勧誘には動かなかったとしている。
当初は両作とも60分であったが、高畑の『火垂るの墓』の時間が長くなると、対抗するように宮崎の『となりのトトロ』の時間も延び、結果的に長編2本の同時進行となった。しかし、彩色の作業がどうしても公開までに完了しないことが判明する。高畑は、大幅なカットで破綻させることなく観客の鑑賞に堪える方法を百瀬義行とともに検討し、「『演出意図』としての必然性が感じられれば、見る人に受け入れてもらえるのではないか」という「苦肉の策」で、1988年（昭和63年）4月の公開時点では清太が野菜泥棒をして捕まる場面などを色の付かない白味・線撮りの状態で上映することとなった。これらの箇所は公開後も制作を続け、後に差し替えられている。鈴木敏夫によると、公開が間に合わないという話になった際、高畑は同様に未完成版を公開したポール・グリモーの『王と鳥』（『やぶにらみの暴君』）のように未完成になった経緯の説明を冒頭に付けて公開する提案をして、鈴木がそれを断ると、2箇所彩色が抜けることを明かし、鈴木はその状態での公開を承諾したという。
わずかながらも未完成のままでの劇場公開という不祥事に、高畑勲はいったんアニメ演出家廃業を決意したが、後に宮崎駿の後押しを受けて1991年（平成3年）に『おもひでぽろぽろ』で監督に復帰することになる（おもひでぽろぽろも本作と同じように過去の思い出しである）。

#### 出版権と著作権
当初は『となりのトトロ』と同じく、徳間書店での製作を予定していたが、同社での猛反発を受けて、野坂の原作小説を文庫として販売している新潮社にアニメ映画化の企画が持ち込まれた結果、同社による出資及び製作となった。新潮社がメディアミックスで映像製作に携わる初めてのケースである。こうした経緯もあって、スタジオジブリは原作の出版権並びに著作権を保有しておらず、新潮社と野坂がそれぞれ保有・管理している。
そのため、ビデオやレーザーディスクは徳間系列ではないパイオニアLDCから発売され、その後リリースされたDVDも、ジブリ作品としては例外的にワーナー・ホーム・ビデオの扱いとなっていた。また、2020年から順次開始しているジブリ作品の場面写真配布でも2023年8月時点で本作品のみ対象外となっている。
定額制動画配信サービスでも2020年からNetflix（アメリカと日本を除く世界約191カ国）とHBO Max（アメリカ）にてジブリ作品のサブスクリプション配信が相次いで開始されたが、両サービス共に本作品のみ除外となっていた。しかし、2024年9月16日からNetflix（アメリカを含む世界190カ国以上）にて本作品の配信を開始した。日本でも2025年7月15日からNetflixにてインターネット配信を開始した。

#### 監督の意図
高畑勲は、本作品について「反戦アニメなどでは全くない、そのようなメッセージは一切含まれていない」と繰り返し述べた。また、「本作は決して単なる反戦映画ではなく、お涙頂戴のかわいそうな戦争の犠牲者の物語でもなく、戦争の時代に生きた、ごく普通の子供がたどった悲劇の物語を描いた」とも語っていた。「高畑勲・宮崎駿作品研究所」代表の叶精二によると、高畑は「この映画では戦争は止められない。映画で反戦を訴えるのであれば、“戦争を起こす前に何をすべきか”と観客に行動を促すことが必要だ」と言っていたという。高畑自身はこの映画を心中物として描いており「戦争の悲惨さを出すんだったらもっと激しくやらなければおかしいんじゃないか。」と述べている。ただし、反戦アニメと受け取られたことについて、高畑は「やむを得ないだろう」としている。
高畑は、「本作では兄妹が2人だけの閉じた家庭生活を築くことには成功するものの、周囲の人々との共生を拒絶して社会生活に失敗していく姿は現代を生きる人々にも通じるものである」と解説し、「特に高校生から20代の若い世代に共感してもらいたい」と語っている。また、「当時は非常に抑圧的な、社会生活の中でも最低最悪の『全体主義』が是とされた時代。清太はそんな全体主義の時代に抗い、節子と2人きりの『純粋な家族』を築こうとするが、そんなことが可能か、可能でないから清太は節子を死なせてしまう。しかし私たちにそれを批判できるでしょうか。我々現代人が心情的に清太に共感しやすいのは時代が逆転したせいなんです。いつかまた時代が再逆転したら、あの未亡人（親戚の叔母さん）以上に清太を糾弾する意見が大勢を占める時代が来るかもしれず、ぼくはおそろしい気がします」と述べている。
美術監督の山本二三はある時、高畑に「家の中の柱の角が擦れて丸くなっている様子など、生活の感じを細部に描きたい」と提案したことがあった。しかし高畑は、厳しい口調で「この映画にヒューマニズムはありません」と却下した。山本は後年、「戦時下の悲哀を描くにあたり、ここまで徹底して厳しく冷静な目線を持っていた人は高畑監督しかいません。だからこそ『火垂るの墓』は、高い芸術性を持った作品になったのだと思います」と語っている。
本作の製作発表で、高畑は「この物語は戦時中だけの話ではなく、現代にも続く」ということを語っていた。このため本作のラストでは、幽霊の清太と節子が丘の上から現代の神戸の夜景を眺めるシーンが描かれている。

#### 時代描写
本作は第2次世界大戦を扱っているが、高畑を除けば主要スタッフのほとんどが戦争を経験していない比較的若い世代である。山本二三が高畑から美術監督の打診を受けた際、「当時の状況を知る戦争経験者の方がよりリアルに描けるのでは？」との理由から断ろうとした。すると高畑から「戦争を知らないからこそ、君たち若い方にやってほしいのです」と説得されたという。
こうして始まった本作の制作は、高畑勲のリアリズム志向により、1945年（昭和20年）当時の風景が忠実に再現された。戦時下の風景をどう描写するかが製作スタッフの課題だったため、事前に原作者の野坂昭如の案内で西宮市や神戸市でロケハンが行われた。
また、製作スタッフたちは小津安二郎監督の映画『東京物語』や『お早よう』を見て、昭和20年頃に一般的だった狭い日本家屋の映し方やじっくり演技を見せる点などを参考にした。本作の小道具には、節子が持つサクマ式ドロップスやマーマ人形など実在の物が描かれている。
劇中の空襲の描写についてもリアリズム志向は徹底されており、高畑は自身が1945年6月29日の岡山大空襲を経験していたので、そのときの記憶が劇中の空襲の描写に活かされている。ただし、焼夷弾がどのように落ちて家屋などに火が付くのかという部分は、戦争を知らない制作スタッフ陣の頭を悩ませ、戦時下の風景描写において特に苦労した部分である。作画に参加した庵野秀明が、神戸港での観艦式（清太の回想）の場面の軍艦（高雄型重巡洋艦「摩耶」）を出来るだけ史実に則って描写することを求められ、舷窓の数やラッタルの段数まで正確に描いたという逸話が残されている。もっとも完成した映画ではすべて影として塗り潰され、庵野の努力は徒労に終わった。

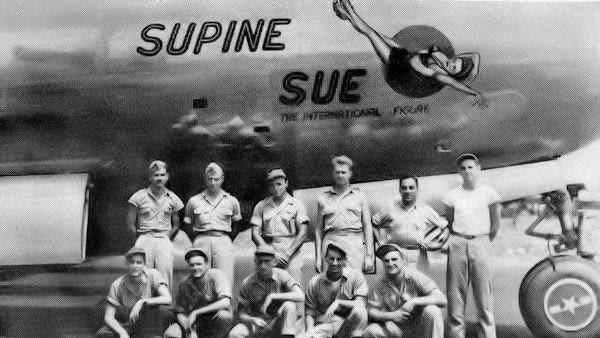
作中に登場するB-29の1機、第500爆撃団第883飛行隊所属機「スパイン・シュー」とその搭乗員

また、神戸大空襲で神戸を焼き払ったアメリカ軍爆撃機B-29についても、空襲のシーンで登場するテールマーク「Z」のB-29はサイパン島に配置されていた第500爆撃団第883飛行隊の所属機であるが、機体番号が確認できる6機は、「41」機（愛称マイプライドアンドジョイ）、「42」機（愛称スパイン・シュー）、「44」機（愛称なし）、「47」機（愛称なし）、「50」機（愛称ファンシーディティール）、「51」機（愛称テイルウィンド）で実在の機体であった。高畑はB-29がどの方向から神戸に侵入してきたかなどを徹底的に調査してこのシーンを描かせており、実在機を描いたのにも高畑のリアリズムへの強いこだわりを感じられるが、実際の史実ではこの日出撃していたのは「41」（マイプライドアンドジョイ）機、「42」（スパイン・シュー）機、「50」（ファンシーディテール）機、「51」（テイルウインド）機であり、「44」機は1944年11月29日の東京市街地への夜間空襲で、単機で東京市街地に突入したが帰路に行方不明となって、機長ハロルド・M・ハンセン少佐以下11名が戦死して以降は欠番となっており、「47」機は出撃していない。次の爆撃任務となった2日後の6月7日の大阪大空襲では「47」機も出撃している。ちなみに6月5日の神戸大空襲では530機のB-29が空襲に参加したが、日本陸軍航空隊飛行第111戦隊の五式戦闘機13機が迎撃してB-29を5機撃墜6機撃破を報告している。アメリカ軍の記録でも11機のB-29を損失し、うち3機が日本軍戦闘機により撃墜、3機が日本軍高射砲で撃墜、3機が戦闘機と高射砲協同で撃墜、1機が損傷が大きく硫黄島で墜落、1機が原因不明の損失と記録されており、飛行第111戦隊の報告と符合する。この日がB-29が一回の出撃で10機以上の損失を被った最後の日となった。
美術監督の山本によると、空襲の後の清太と節子が避難する小学校の校庭のシーンでは、なかなか納得できるカットが描けなかった。高畑に相談すると黒田三郎の詩集『小さなユリと』を渡されて読んでみた所、“どこか白昼夢を見ているようなイメージ”が湧いた。そのイメージで本作の校庭シーンを描き、地面を乳白色でパッと明るく飛ばしたものを見せると、ようやく高畑からOKをもらえた。

#### 幽霊となった清太と節子の描写
本作はいきなり主人公の死から始まることで、観客は“本作は幸福な結末がない”ということを冒頭で知らされる。続けて、幽霊となった清太が自分の最期を眺めているという二重構造により、客観的な視点が加えられている。これらの演出により、観客は自然と幽霊の清太・節子と同じ目線で本編の兄妹の運命に立ち会い、どう生きたかを客観的に見ることとなる。この二重構造の演出は、高畑のアイデアによるもの。
美術監督を務めた山本二三によると、高畑は幽霊となった清太と節子のシーンにこだわり、脚本の段階から生前の清太と幽霊の清太は明確に書き分けられていた。また、幽霊の清太と節子が三ノ宮駅から電車に乗るシーンは当初、高畑の指示で全体的にセピア色で描かれた。しかし高畑自身「いまいちイメージと合わない」と納得できず赤色に変更したところ、より強い印象を出すことができたためこの配色に決まった。
作中で画面が赤くなる時は、清太と節子の幽霊が登場し近くで見ており、記憶を何度も繰り返し見つめていることを意味し、阿修羅のように赤く演出されている。ただしアニメ絵本ではこの部分は大幅に省略され、ラストで現代の神戸の街を見ている2人が赤い状態の幽霊であることを示唆する場面があるのみである。アニメ絵本は概ね映画本編を忠実になぞっているが、唐突に出てきたセリフ・行動・場面など説明がなされている。

#### 収録現場
節子役は「節子と同年輩で関西弁の子役」という監督の要望のもと、オーディションが行われ、当時5歳の白石綾乃が選ばれた。製作委員会のプロデューサーの村瀬拓男によると、白石の声の録音テープを初めて聞いた高畑は、イメージ通りの声に思わず「節子がいる！」と興奮したという。起用後白石は、マネージャーから口伝えにセリフの指導を受けてから、(声の収録後に絵を完成させる)プレスコで収録を行った。志乃原は白石について「本当にいい子でした」と述べている。プレスコによる収録方法は、高畑の「演者の発声のタイミングやアクセント、息づかいまで絵作りに活かしたい」との思いがあった。
幼かった白石はセリフの意味がまだよく分からず、収録開始時はシーンやセリフ内容に関係なくとにかく元気よく発声していた。そこでスタッフたちは明るいシーン以外では、意図的に白石に同じセリフを何度も繰り返させ、疲れて声に力がなくなってきた頃にようやくOKテイクが録れるという形で収録した。この結果上記のような節子のセリフは、ほぼ毎回20～30テイクも録音した。このため収録時に白石が時々泣き出すことがあったが、そういう時は清太役を演じた辰巳努が自然となだめ、その様子を見たスタッフから「本当の兄妹のようだ」と評された。後日、本作の収録を振り返った辰巳は、「あの子(白石)のおかげでだいぶやりやすかった。あの子の声やから、最後の節子が死にそうになるところで、思わず素直にセリフが出てしまったのかもしれません」と述べている。

### キャスト
公開当時、清太の声を担当した辰巳努は16歳1カ月、節子の声を担当した白石綾乃は5歳11カ月で、共に作品舞台と同じ関西地区の出身者である。清太、節子の母の声を担当した志乃原良子も大阪出身であり、他にも、同じ関西が舞台である高畑勲の作品『じゃりン子チエ』に出演経験のある山口や表淳夫も含めた関西出身の俳優が多数出演しており、通常のアニメで起用されている俳優・声優はほとんど起用されていない。
清太（せいた）
声 - 辰巳努
本作の主人公。14歳（旧制中学3年）。
通っていた神戸市立中学（旧制）や、学徒動員先であった神戸製鋼所が空襲により全焼。家も焼け出され、母も死去し、幼い妹・節子と共に西宮の親戚の家に行くが、叔母と折り合いが悪くなり自由を求めて節子と共にその家を出る。衰弱する節子に食べ物を与えるため盗みをするなど必死になるが、栄養失調で節子を失い、1945年（昭和20年）9月21日夜、清太自身も三ノ宮駅構内で栄養失調で衰弱死した。同時に節子の遺骨が入ったドロップの缶は駅員に放り投げ出されていった。
アニメ映画では死の直前、意識が朦朧としても節子のことを考えていた。節子の死後は添い寝をするときも火葬する際にも無表情なのは清太の人間性の消失を描いている。
盗みを始めた理由についてアニメ絵本では節子が病気になりかかっているので「なんとかしなければならないと思ったため」という旨の記述がある。
原作小説では、清太の亡骸は死の翌日夜「ほかに二、三十はあった浮浪児の死体と共に」「布引の上の寺」で荼毘に付され、無縁仏として納骨堂へおさめられた。
節子（せつこ）
声 - 白石綾乃
本作のヒロイン。4歳。清太の妹。
母の言葉や着物を覚えている。
清太から母が亡くなったことは聞かされず、病院に入院しているとごまかされていたが、中盤で、実は叔母から母が既に亡くなったことを聞き、知っていたことが判明する。栄養失調から来る衰弱で、体に汗疹や疥癬ができ、髪には虱がつき、何日も下痢が続いていた。その影響で徐々に目も虚ろになり焦点もあっておらず、死の直前は清太の言葉もほとんど通じていなかった。この際、おはじきをドロップと思って舐めたり、石を御飯だと勘違いするほど思考力が落ちていた。スイカを食べた後、目を覚ますことはなく息を引き取った。彼女の遺体は清太によって大事にしていた人形、財布などと共に荼毘に付され、遺骨はドロップの缶に納められた。
ドロップが好きで、手持ちを全て食べつくし、衰弱し何を食べたいかを聞かれ最後に「またドロップ舐めたい」と語っていたが叶うことはなかった。アニメ絵本で清太は節子を荼毘に付す直前、「もう一度ドロップ舐めさせてあげたかった」と述懐している。原作小説では過去の平穏な暮らしの思い出としてさまざまな食べ物が語られてはいるが、特にドロップが象徴的に取り上げられているわけではない。
清太・節子の母
声 - 志乃原良子
兄妹の母親。心臓が悪い（原作においては節子を出産した後に心臓病を患ったと説明されている）。気立てのよい、上品な美人。
2人より先に防空壕に行こうとしていた際に空襲に被災、全身に大火傷を負い重篤となる。包帯も取れない状態で、腕の一部が焼け蛆虫がついており、清太が駆けつける直前に昏睡状態に陥り、そのまま死亡。
清太は節子に真実を話すことができず、「西宮の回生病院に入院している」ことにしている。なおアニメ映画では、清太は母の遺骨を納めた箱を叔母の家に着いた直後に庭に隠した。原作小説では棚の上の戸袋に隠し、中盤で母の死が節子に知れてからは、母の遺骨は布引町近くの春日野墓地に埋葬されていると節子に告げ、まだ防空壕の中にあるにもかかわらず清太はそういう希望を語っている。清太が持っていた7,000円の貯金は「母がもしもの時のために銀行に預けてくれていたものである」と劇中では言及。
なお、清太が泥棒で捕まり、殴られた際に節子が清太にかけた言葉は、原作では「母の口調」とあり、アニメ絵本では「母が昔、節子が泣く度に言った台詞」と書かれている。母親の登場シーンは事実上、冒頭のみで後は回想シーンなどで登場する。清太が回想した母と節子と海に行った場面は劇中では特に説明がないが、アニメ絵本や原作の記述によると1年前の出来事とされている。
清太・節子の父
兄妹の父親で海軍大尉。戦争に出征しているため、劇中では写真と回想シーンでのみ登場する。
清太は、節子が生まれる前に観艦式を見たことがあると語った際に、父が巡洋艦「摩耶」に乗っていたこと、観艦式が「連合艦隊勢揃い」であったことを話している（映像描写においては、夜間に行われた観艦式の華やかさと、そこに父の乗艦が参加していることが描かれ、父の袖章は大尉を示している。清太の記憶や想像の映像化であるか、清太が節子に話した内容の映像化であるかは曖昧なものとなっている）。清太が手紙を出しても連絡が着かなくなっていたが、終戦後、父の乗った連合艦隊は全滅していたことが判明する。明確な生死は不明。
原作小説においては、「昭和十年十月の観艦式」当時に巡洋艦摩耶に乗り組んでおり、清太が六甲山中腹から大阪湾の連合艦隊の中に「摩耶特有の崖のように切り立った艦橋の艦」を探したが見つからなかったという回想的描写がある。1945年（昭和20年）夏の物語現在時点で父は「海軍大尉で巡洋艦に乗組んだまま」音信不通となり、「呉鎮守府気付」で出した手紙にも返事は来ない。
父が乗り組んだとされる「摩耶」は実在する巡洋艦（高雄型重巡洋艦3番艦）である。大阪湾における観艦式は1936年（昭和11年）10月に行われ、神戸では歓迎のために原作やアニメで描かれたような電飾もなされたが、観艦式そのものは夜間ではなく昼間に行われたものであり、また「摩耶」は参加していない。なお「摩耶」は1944年（昭和19年）10月のレイテ沖海戦で沈没している。ただし、アニメにおいても原作小説においても、最後に父が乗り組んだ艦の名は明示されていない。
設定資料では帽子を取った姿や、着物姿も描かれている。
親戚の叔母さん
声 - 山口朱美
西宮在住（原作小説で西宮郊外の満池谷と記されている）。清太と節子を一時的に引き取る。
当初はうまくいっていたが、次第に諍いが絶えなくなる。清太と節子を預かることは清太の言及によると約束になっていたようであり、叔母の言動から母も叔母の家に疎開する予定だった模様である。原作ではお互い空襲で家が焼けたら身を寄せ合う約束だったと記され、アニメ絵本でも、状況によっては叔母が清太達の家に疎開する可能性の旨も示唆されている。勝手に出て行ったのは清太達で叔母は直接的に追い出す言動は取っていないが、引き止めもしていない。その際「体に気をつけて」と声をかけてはいる。
原作小説では「小母さん」と表記されており、「未亡人」と言及されることが多い。清太の「父の従弟の嫁の実家」という「遠い親戚」にあたる（4年前に「父の従弟の結婚」の「候補者の身もと調べ」のために母と共に満池谷を訪れ、未亡人宅を遠く眺めたことがあるという記述もあり、「未亡人」は従弟の妻ではない。なお「さらに近い縁戚」が神戸にいたが、空襲後連絡が取れないという）。原作小説ではアニメよりも性格がきつく、二人につらく当たる人物として描かれており（ただし文体の特性上、客観的叙述か清太の主観的な語りかは曖昧である）、オルガンの一件の後で二人に対し「ほんまに疫病神がまいこんで来たもんや」と怒鳴り立て、空襲警報が鳴るたび不安になって池のほとりの横穴に逃げ込む二人に対して「そんなに命惜しいねんやったら、横穴で住んどったらええのに」と言い放つ。
叔母さんの娘
女学生。三つ編みの清楚な風貌の少女。節子に下駄をプレゼントする。
母が自分達の食器にだけ雑炊をまともに盛ったのに対し、清太と節子にはほとんど雑炊の汁しか与えなかった際は、居心地の悪そうな素振りを見せる描写がある。
叔母宅の下宿人
学生。眼鏡をかけた、真面目そうな青年。
劇中で名前は呼ばれておらず絵コンテ集で確認できる。
叔母に愛想を尽かされ庭で煮炊きする清太と節子を見て、気の毒がる素振りをするが、下宿人という立場からか積極的な擁護まではしなかった。叔母のセリフでは勤労奉仕に熱心に参加している模様。
原作小説では、「未亡人」の家には娘と、商船学校在校中の息子・幸彦と、神戸税関に勤めている下宿人がおり、下宿人は闇の食料ルートに詳しく缶詰などを持ってきて、叔母の娘の気を引こうとしている。

#### その他の主な人たち
清太の若い知人女性
詳細な関係は不明だが、以前から清太家族と親しくしている。物語前半の空襲の後、国民学校で清太、節子と再会する。清太に母親が空襲から逃げる際怪我をして学校に運ばれたことを伝える。清太が母親に会う間節子の相手をしたり、「何か私にできることがあったら言って」と言うなど兄妹たちを気遣う。
4人の小学生
清太と節子が横穴で暮らし始めてから数日後、2人がいない間にたまたま横穴に訪れる。横穴の外にある日用品などを見て誰かがここで生活をしていることを知る。ホタルの死骸を埋めた小さな墓や貧しい食材を見て馬鹿にする発言をした後、去っていく。
リヤカーを貸すおじさん
農家。ある日たくさんの荷物を運ぶためにリヤカーが必要となった清太に貸してあげる。普段は自分が食べるための農作物を細々と作っている。後日「食料を少し分けてほしい」と頼む清太に、「食べていくために叔母さんの家に戻った方がいい」と助言する。
清太を捕まえるおじさん
上記のリヤカーのおじさんとは別の農家の人。数日前から自身の畑を含めた農作物が色々と盗まれるようになり、ある晩野菜を盗んでいた清太を見つける。戦時下の野荒らしは重罪とのことで、清太に暴力を振るった後警察に突き出したが、警官から未成年への過度な暴行を指摘されるとすぐに退散した。
警察官
畑泥棒を気づかれた清太が農家のおじさんに暴行を受けた後、突き出された交番の警官。
物分かりが良く、農家から受けた暴行で傷だらけになった清太を終始気にかけ、清太に過剰な暴力を振るった農家を窘めた。
医者
物語の終盤に清太に連れられて病院にやって来た節子を診察する。付き添った清太に節子の状態を「栄養失調から来る衰弱」と告げ、滋養を付けることを勧めるが、「どこにそんな栄養がある」と反論される。
銀行の3人の客たち
物語の終盤で清太が銀行に母の貯金を下ろしに来た時に出会うおじさんたち。客のうち2人が日本がアメリカに無条件降伏で降参したことを話していた所、日本が負けたことを知らなかった清太から話しかけられる。その直後、やって来た別のおじさんも会話に加わり、連合艦隊がとうの昔に攻撃を受けて沈んだことを清太に伝える。
炭を渡すおじさん
節子を火葬するため炭が必要になった清太に1俵の炭を渡し、火の付け方を教える。

### スタッフ

#### 映像制作
| 製作                          | 製作                          | 佐藤亮一 |
| 企画                          | 企画                          | 鈴木敏夫 |
| 原作                          | 原作                          | 野坂昭如 新潮文庫版 |
| キャラクターデザイン 作画監督 | キャラクターデザイン 作画監督 | 近藤喜文 |
| レイアウトチェック            | レイアウトチェック            | 百瀬義行 |
| 作画監督補                    | 作画監督補                    | 百瀬義行、保田夏代 |
| 原画                          | 原画                          | 石井邦幸、羽根章悦、森友典子、大谷敦子、河内日出夫、奥山玲子、山内昇寿郎、高野登、木上益治、高坂希太郎、岡田敏靖、桜井美知代、酒井明雄、石黒育、小川博司、賀川愛、梅津泰臣、庵野秀明、才田俊次、大関紀子 |
| 動画チェック                  | 動画チェック                  | 尾沢直志、矢吹英子 |
| 動画                          | 動画                          | 吉野高夫、堀内博之、神原よし美、原佳寿美、平田英一郎、金子昌司、辻繁人、鍵山仁志、柴田志朗、成田達司、粟田務、稲田浩、高野亜子、小須田ひろみ、川橋良江、西戸スミエ、片山雄一、鈴木まゆみ、河内由美、牧孝雄 本橋明美、佐久間敬子、大内正彦、田辺修、長岡みどり、江野沢柚美、古沢英明、入江篤、太田世彦、藤本真弓、反田誠二、斉藤百合子、木田葉子、武井智子、米山幸子、嘉村弘之、山田みどり、佐藤伸子、小川祐子、飯沼卓也 西山映一郎、井坂純子、塩原智恵子、福土多鶴子、佐藤文                                                                                           |
| 動画協力                      | 動画協力                      | 動画工房、オープロダクション、ドラゴンプロダクション、グループライナス、スタジオぽっけ、スタジオジャム |
| 美術監督                      | 美術監督                      | 山本二三 |
| 美術助手                      | 美術助手                      | 久村佳津 |
| 背景                          | 背景                          | 小関睦夫、平田秀一、菱山徹、樋口法子、田村せいき、金箱良成、中座洋次、橋爪ふきこ、須藤栄子、平川栄治、伊奈淳子 |
| 特殊効果                      | 特殊効果                      | 谷藤薫児 |
| 色彩設計                      | 色彩設計                      | 保田道世 |
| 仕上検査                      | 仕上検査                      | 小川典子、柏倉由里子 |
| 仕上                          | 仕上                          | 古谷由実、松下友紀子、大武恭子、岩切紀親、渡部真由美、久保田瀧子、高木有紀、設楽久子、大野恵津子、市川由美子、西牧道子、渡辺信子、田原とし子、七海礼子、原田徳子、佐久間芳美、佐久間多恵子、高橋直美、町井春美 浅井美恵子、石田君江、山口やす子、中田信子、米井フジノ、宮川はれみ、吉川孝男、五十嵐信子、伊勢田美千代、佐藤英子、豊永真一、完甘幸隆、細谷明美、高砂芳子、青木利栄、平井静子、志岐和恵、青沼麗子、平沼和枝 別部真奈美、小菅勉、安井理絵、吉川潤子、堀井まつ子、佐野信子、町田千恵子、柴田美知子、中山伊久江、服部由美、五十嵐淳子、斎藤富美子、阿部穂美 |
| 仕上協力                      | 仕上協力                      | スタジオキリー、スタジオディーン、龍プロダクション、IMスタジオ、トレーススタジオM、ボビー企画、スタジオ古留美、スタジオOZ、スタジオ九魔、童夢舎 スタジオシャフト、スタジオエンジェル、スタジオトムキャット、セルアーツスタジオ |
| 撮影監督                      | 撮影監督                      | 小山信夫 |
| 撮影                          | 撮影                          | アニメフィルム 岡崎英夫、小沢次雄、影山篤志、伊藤真司、谷口直之、阿部雅司、大地丙太郎 |
| 音響制作                      | 音響制作                      | オーディオ・プランニング・ユー |
| 音響監督                      | 音響監督                      | 浦上靖夫 |
| 整音                          | 整音                          | 大城久典 |
| 音響効果制作                  | 音響効果制作                  | E&Mプランニングセンター |
| 音響効果                      | 音響効果                      | 大平紀義 |
| 音響効果助手                  | 音響効果助手                  | 伊藤道廣 |
| 録音スタジオ                  | 録音スタジオ                  | A.P.Uスタジオ |
| タイトル                      | タイトル                      | 高具秀雄、田上淑子 |
| 編集                          | 編集                          | 瀬山武司 |
| 編集助手                      | 編集助手                      | 足立浩 |
| 演出助手                      | 演出助手                      | 須藤典彦 |
| 制作担当                      | 制作担当                      | 上田真一郎 |
| 制作デスク                    | 制作デスク                    | 押切直之 |
| 制作進行                      | 制作進行                      | 田中千義、神村篤、志茂文彦、森田吾朗、西桐共昭 |
| 技術協力                      | 技術協力                      | 城西デュプロ 村尾守 スタック 斉藤芳郎、道家正則 |
| 現像                          | 現像                          | 東京現像所 |
| DOLBY STEREO技術協力          | DOLBY STEREO技術協力          | 極東コンチネンタル株式会社 森幹生 |
| 制作                          | 制作                          | スタジオジブリ |
| エグゼクティブプロデューサー  | エグゼクティブプロデューサー  | 原徹 |
| 脚本 監督                     | 脚本 監督                     | 高畑勲 |

#### 製作委員会
| 総指揮             | 佐藤亮一                                                                                |
| 代表委員           | 佐藤俊一                                                                                |
| 推進委員           | 佐藤浩太郎                                                                              |
| プロデューサー     | 村瀬拓男                                                                                |
| 実行委員           | 新潮社 佐藤道夫、八木研次郎、荒井忠彦、新田敞、初見國興、佐々木憲二、柴田静也、佐藤隆信 |
| 企画協力           | アニメージュ編集部 尾形英夫、鈴木敏夫                                                   |
| 宣伝プロデューサー | 有正真一郎                                                                              |
| 宣伝顧問           | 堀内實三                                                                                |
| キャッチコピー     | 糸井重里                                                                                |
| 宣伝協力           | 博報堂                                                                                  |
| 配給               | 東宝                                                                                    |

### 音楽

#### 挿入歌
「埴生の宿」（原題「Home Sweet Home」）
作詞 - ジョン・ハワード・ペイン / 作曲・編曲 - ヘンリー・ローリー・ビショップ / 歌 - アメリータ・ガリ＝クルチ
日本盤発売元 - BMGビクター株式会社
清太が暮らす横穴がある池の対岸の邸宅に久しぶりに帰ってきた娘たちが、蓄音機でこの曲のレコードを聴く。日本語の歌ではなく、原語の英語で流れる。作中では曲が流れたまま場面が変わり、元気だった頃の節子が横穴の外で遊んだり家事をする様子が描かれる。

#### その他劇中曲
『お山の杉の子』
作詞：吉田テフ子、補作詞：サトウハチロー、作曲：佐々木すぐる／1944年に発表された唱歌。
叔母宅で過ごす清太が、間借りしている自室で節子を海に誘うシーンで、この曲が流れる。
『あわて床屋』
作詞：北原白秋、作曲：山田耕筰／1923年に発表された童謡。
海辺で小さなカニを見つけた節子が、カニの動きをマネながら「チョッキン、チョッキン、チョッキンナ」と歌う。
『あめふり』
作詞：北原白秋、作曲：中山晋平／1925年頃に発表された童謡。
雨の日に日用品を買いに行った清太が、節子を背負いながらこの歌の歌詞の「かあさん」の部分を“兄ちゃん”に変えて歌う。
『七つの子』
作詞：野口雨情、作曲：本居長世／1925年頃に発表された童謡。
清太が、夜泣きをした節子を背負いながらこの歌を静かに歌って泣き止ませようとする。
『こいのぼり』
作詞：近藤宮子、作曲者不明／1931年に発表された童謡。
清太が叔母宅にあるオルガンを弾きながら、節子とこの歌を歌う。
『かたつむり』
1911年に発表された文科省唱歌。
池のそばの横穴で暮らすことにした清太の前で、節子がこの歌を楽しそうに鼻歌で歌う。
『軍艦行進曲』
作詞：鳥山啓、作曲：瀬戸口藤吉／1900年に発表された軍歌。
蚊帳の中でホタルの光を見た清太が、過去の観艦式で見た軍人である父と軍艦の様子を思い出してこの歌を勇ましく歌う。
『出征兵士を送る歌』
作詞：生田大三郎、作曲：林伊佐緒／1939年に発表された軍歌。
農作物を盗んで帰る途中の清太と節子が、国民服を着たおじさんとすれ違うシーンでこの歌が流れる。

#### スタッフ
| サウンドプロデュース | サウンドプロデュース | 間宮芳生（イメージアルバム）                                                           |
| 作曲                 | 作曲                 | 間宮芳生（イメージアルバム） 佐藤允彦（イメージアルバム） 吉川和夫（イメージアルバム） |
| マリンバ演奏         | マリンバ演奏         | 安倍圭子（イメージアルバム）                                                           |
| ディレクター         | ディレクター         | 渡辺隆史（イメージアルバム）                                                           |
| CD制作               | CD制作               | 徳間ジャパン                                                                           |

#### イメージアルバム
1987年11月25日にCD（32ATC-158）とLP（25AGL-3054）が徳間ジャパンコミュニケーションズから発売され、1997年4月5日にCD（TKCA-71115）が2022年11月3日（TJJA-10051）にLPが再販されたた。
| #         | タイトル                   | 作詞      | 作曲      |      |
| --------- | -------------------------- | --------- | --------- | ---- |
| 1.        | 「ほたる」                 |           | 間宮芳生  |      |
| 2.        | 「EpisodeⅠ・夜」           |           | 間宮芳生  |      |
| 3.        | 「兄弟」                   |           | 間宮芳生  |      |
| 4.        | 「戦争又は空襲」           |           | 間宮芳生  |      |
| 5.        | 「EpisodeⅡ・節子」         |           | 間宮芳生  |      |
| 6.        | 「母」                     |           | 間宮芳生  |      |
| 7.        | 「HOTARU」                 |           | 佐藤允彦  |      |
| 8.        | 「小川のほとり」           |           | 吉川和夫  |      |
| 9.        | 「そよ風と赤い日傘の幻想」 |           | 吉川和夫  |      |
| 10.       | 「黒い雨~夏草」            |           | 吉川和夫  |      |
| 合計時間: | 合計時間:                  | 合計時間: | 合計時間: | 0:00 |

#### サウンドトラック集
1988年6月25日にLP（25AGL-3059）とCD（32ATC-166）が徳間ジャパンコミュニケーションズから発売され、1997年4月5日にCD（TKCA-71116）が2022年11月3日にLP（TJJA-10052）が再発された。
収録曲
1. 節子と清太～メインタイトル
2. 焼野原
3. 母の死
4. 初夏
5. 池のほとり
6. 海へ
7. 波打際
8. 日傘
9. 桜の下
10. ドロップス
11. 引越し
12. 兄弟
13. ほたる
14. ほたるの墓
15. 夕焼け
16. 修羅
17. 悲歌
18. ふたり～エンドタイトル

### 賞歴
- 日本カトリック映画大賞
- 第31回ブルーリボン賞特別賞
- 文化庁優秀映画
- 国際児童青少年映画センター賞
- シカゴ国際児童映画祭・最優秀アニメーション映画賞を受賞。同映画祭の子供の権利部門第1位に選出。
- 第1回モスクワ児童青少年国際映画祭・グランプリを受賞。
- 英「Time Out」誌とクエンティン・タランティーノが選ぶ第二次世界大戦映画ベスト50の第10位を獲得[56]。
- ハリウッド・リポーター選出の大人向けアニメ映画のベスト10において7位にランクインした[57]。

### テレビ放映
日本テレビ系列（一部の局を除く）で放送の『金曜ロードショー』で1989年と1990年に2年連続で放送した後、1997年から2009年までは2年に1度（奇数年）、8月の終戦の日前後にこの作品を放映していた。2009年に放送された後、2013年11月22日に高畑勲監督作品『かぐや姫の物語』公開記念で約4年ぶりに放送された。本作はジブリ唯一の戦争作品であるため、基本的には8月中に放送されるが、9・11・13回目は8月以外に放送された。戦後70年にあたる2015年には、終戦の日前後としては6年ぶりとなる8月14日に放送された。3年ぶり13回目の放送である2018年は、4月5日に逝去した高畑の追悼特別番組として同月13日に放映された。
その後は7年間放送が無かったが、戦後80年にあたる2025年に終戦の日当日となる8月15日に放送された。
日本テレビ系列以外のテレビ局でも放送されており、2019年4月にBSデジタル放送局であるWOWOWにて、2021年8月にはCS放送局である日本映画専門チャンネルにて、本作品がそれぞれ放映されている。

#### 視聴率
- 数値はビデオリサーチ調べ、関東地区・世帯・リアルタイム。

| 回数 | 放送日         | 視聴率 | 備考                                                                              |
| ---- | -------------- | ------ | --------------------------------------------------------------------------------- |
| 1    | 1989年8月11日  | 20.9%  |                                                                                   |
| 2    | 1990年8月17日  | 10.7%  |                                                                                   |
| 3    | 1993年8月13日  | 14.5%  |                                                                                   |
| 4    | 1997年8月8日   | 19.1%  |                                                                                   |
| 5    | 1999年8月6日   | 18.8%  |                                                                                   |
| 6    | 2001年8月10日  | 21.5%  |                                                                                   |
| 7    | 2003年8月22日  | 15.1%  |                                                                                   |
| 8    | 2005年8月5日   | 13.2%  |                                                                                   |
| 9    | 2007年9月21日  | 7.7%   |                                                                                   |
| 10   | 2009年8月14日  | 9.4%   |                                                                                   |
| 11   | 2013年11月22日 | 9.5%   | 『かぐや姫の物語』公開記念放送                                                    |
| 12   | 2015年8月14日  | 9.4%   |                                                                                   |
| 13   | 2018年4月13日  | 6.7%   | 高畑の追悼放送                                                                    |
| 14   | 2025年8月15日  | 7.2%   | 「平和を歌おう。戦争を語ろう。」の一環として放送 戦後80年にして初の終戦の日に放送 |

### 反響・評価など

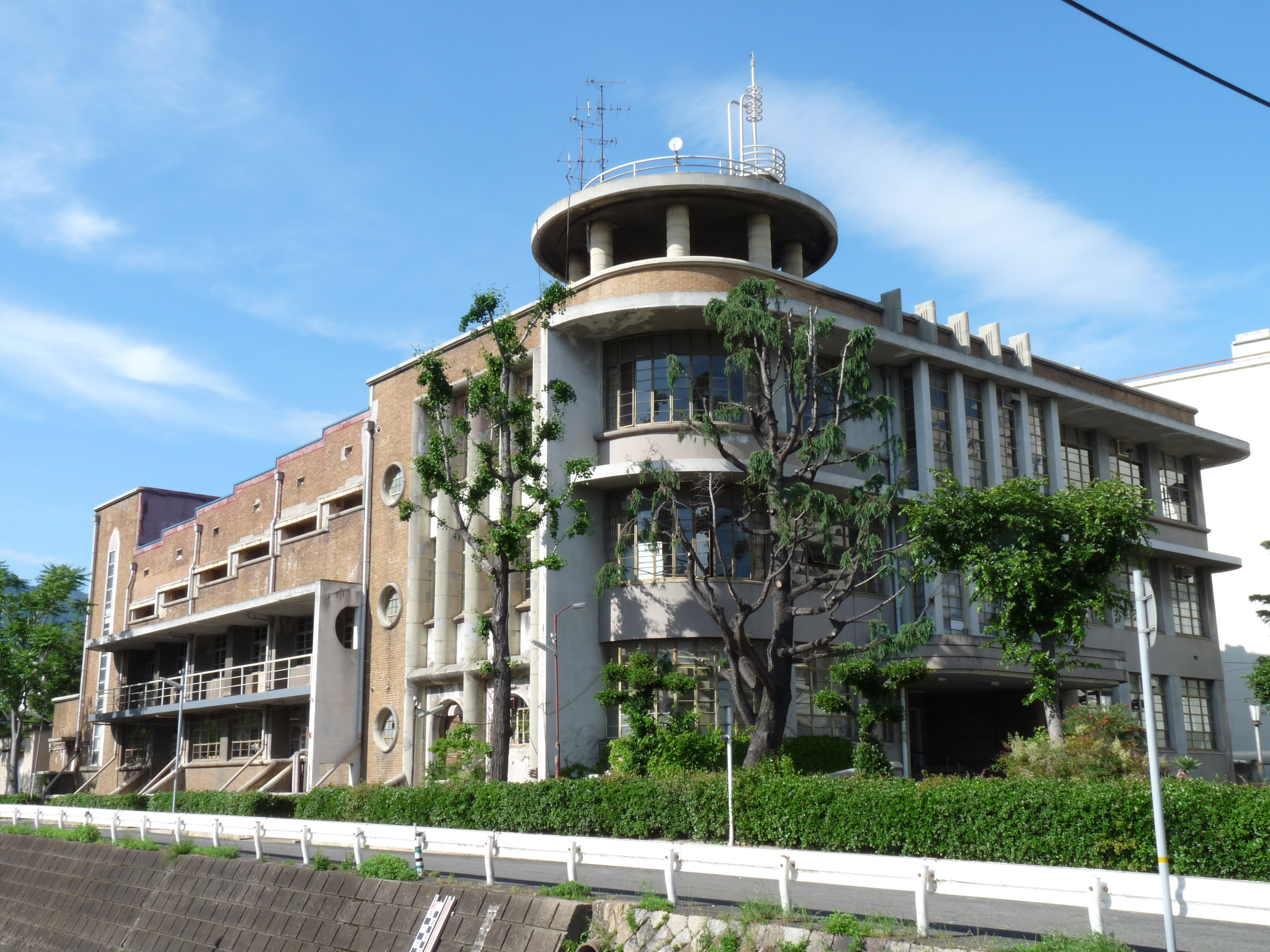
作中に登場する神戸市立御影公会堂（現存）

原作者の野坂は、映画公開前年に発表した文章「アニメ恐るべし」の中で、「いわゆるアニメの手法で飢えた子供の表情を描き得るものかと、危惧していたのだが、これはまったくぼくの無知のしるし、スケッチをみて、本当におどろいた。（中略）ぼくの舌ったらずな説明を、描き手、監督の想像力が正しく補って、ただ呆然とするばかりであった」とその緻密さに驚き、場所も含めたその描写によって自分が「眼をそむけつづけてきた」過去と「今は、少し正直に向き合っている」と記している。
『となりのトトロ』のような楽しいアニメを見ようと映画館を訪れ、楽しいトトロを見た後に『火垂るの墓』を見て、衝撃を受ける、涙が止まらない、茫然自失で席から立ち上がれない観客が続出したという。当時は入れ替え制ではない映画館が主流であったため、1日中交互に上映されている映画館であれば2本の鑑賞順は観客が自由に選択することができた。ただそれでも時期や時間帯によっては選択の余地がない場合もあり、(『となりのトトロ』→『火垂るの墓』の順で終わる上映に対しては)「上映の順番を逆にしてくれればよかったのに」という声も少なくなかった。実際には『火垂るの墓』→『となりのトトロ』の順で終わる上映も存在していた。
舞台となった西宮市の西宮回生病院、香櫨園浜・夙川駅・夙川公園、ニテコ池（貯水池）、神戸市の御影公会堂や御影小学校、石屋川などを、モデルとなった場所を訪ねる人は絶えず、地域史研究の一環として地元の教育委員会が見学会を催すこともある。
日本で「ジブリがいっぱいCOLLECTION」シリーズとして発売されたセルビデオは、40万本を出荷した。海外でも多く視聴されており、英国の映画雑誌『エンパイア』誌が発表した「落ち込む映画ベスト10」の第6位にランクインされた。
黒澤明は『火垂るの墓』を見て感動するが、宮崎駿監督の作品と勘違いしてしまい、宮崎に賞賛の手紙を送っている。受け取った宮崎は複雑な顔をしたという。ただ、一番好きだというわけではなく、最近の作品の中ではよかったということで褒めていたのだと、娘である黒澤和子が語っている。
その宮﨑は後年のインタビューで、「（本来は裕福なエリートである）巡洋艦の艦長の息子は絶対に飢え死にしない」、「（貧しい立場の者が先に死んでゆく）戦争の本質をごまかしている」と、本作の主人公設定について批判的に語っている。藤田直哉は宮﨑のこの反応について、自身のもつ「（戦争時に）裕福な家に生まれた罪悪感」からくる発言だろうと分析している。
日本国外ではベネット・ザ・セージのオンラインレビュー を元に高畑勲の悪評も様々なサイトで事実として広められている。その内容は、高畑がバブル景気で豊かに暮らしてる若者を憎み、反抗行為を罪悪感で捻じ伏せ年長者の言いなりにさせようと戦争時代の苦しみを見せ、全ての責任を若い主人公に被せるよう被害者の野坂昭如を唆しその物語を書換えたなど、ネガティブ・キャンペーンも含んだ個人仮説である。この他、DVDコラムニストのジョシュア・クラインは、本作を子供だけのものと思われがちなアニメを高度な芸術に仕上げた作品であると評しており、また、アニメが生身の俳優を凌ぐ場合もあることを、本作が証明しているのも述べている。
また海外レビューに多くは映画レビューサイト「Rotten Tomatoes」の評価で『火垂るの墓』97%という高評価が多い。一方で「二度と見たくない名作」という声がよく占める。
一方で、反日的な思想特に日本軍に侵略されたアジア人からは「この映画は日本軍の戦争犯罪・侵略などの行為の隠蔽しているように見える」と指摘される。
特に韓国では、他の多くのジブリ作品が上映済みの中、「日本は戦争加害国なのに、戦争被害者を装うための映画だ」として、反日感情の高まりとともに当初2005年の上映予定が無期限延期となり、2014年になってようやく上映された。

### 関連商品

#### 作品本編に関するもの
映像ソフト
- 火垂るの墓 VHS - バンダイ（1991年7月10日）
- 火垂るの墓 VHS - ブエナ ビスタ ホーム エンターテイメント（1998年8月7日）
- 火垂るの墓 DVD - ワーナー・ホーム・ビデオ（2000年12月16日）
  - 火垂るの墓 完全保存版 DVD - ウォルト ディズニー スタジオ ホーム エンターテイメント（2008年8月6日）

- 火垂るの墓 Blu-ray - ウォルト・ディズニー・スタジオ・ジャパン（2012年7月18日）
  - 『となりのトトロ』＆『火垂るの墓』2本立てブルーレイ特別セット - ウォルト・ディズニー・スタジオ・ジャパン（2012年7月18日）

出版
- 節子―「火垂るの墓」メモリアルアルバム（新潮社、1988年8月10日）ISBN 4-10-369603-6
- 火垂るの墓（徳間アニメ絵本）（徳間書店、1988年8月31日）ISBN 4-19-703729-5
- スタジオジブリ作品関連資料集　型録Ⅱ（スタジオジブリ・徳間書店、1996年8月31日）ISBN 4-19-860560-2
- 火垂るの墓（スタジオジブリ絵コンテ全集4）（スタジオジブリ・徳間書店、2001年6月30日）ISBN 4-19-861379-6
- ジブリの教科書4 火垂るの墓（文春ジブリ文庫）（スタジオジブリ編、文藝春秋、2013年10月10日）ISBN 978-4-16-812003-9
- シネマコミック4 火垂るの墓（文春ジブリ文庫）（スタジオジブリ編、文芸春秋、2013年11月10日）ISBN 978-4-16-812103-6

## 舞台
1995年（平成7）年の10月から11月にかけて戦後50周年特別公演として舞台化された。

### キャスト
- 寺田清太 - 城島茂
- 寺田節子 - 佐々木未来／みかめあんな（ダブルキャスト）
- 響子 - 畠田理恵
- 男 - 仲谷昇
- 親戚のおばさん - 小山明子
- 本山可久子
- 斎藤志郎
- 御友公喜
- 片岡静香

ほか

### スタッフ
- 脚本：菊池准
- 演出：西川信廣
- 音楽：上田亨
- 美術：伊藤保憲
- 照明：堪山聖
- 効果：山北史郎
- 衣装：山田靖子
- 舞台監督：小柳津暁生
- 制作：北條純、吉池邦彦
- 製作：プロツー・カンパニー
- 製作協力：T.A.G.、東京アナウンス学院
- 協力：株式会社新潮社

### 会場
- 東京芸術劇場中ホール（1995年10月27日 - 11月5日）
- 愛知厚生年金会館
- 石川文教会館
- 大阪ドラマシティ

## テレビドラマ
終戦60年スペシャルドラマ『火垂るの墓―ほたるのはか―』として2005年（平成17年）11月1日の火曜日21:00 - 23:54に日本テレビ系で放送された。
「ドラマ・コンプレックス」第一弾番組でもある。
撮影は当時の風景を可能な限り再現するために、神戸周辺のみならず日本各地をロケして行われた。視聴率は21.2%を記録した。アニメでは描写されなかった部分（清太達の名字、父親がいかにして戦争に出掛けたか、叔母が清太達を引き取ることになった経緯、清太が通う学校描写）が描かれた。本編のDVDは2006年（平成18年）2月22日発売された。
ドラマ版の製作に当たって、野坂昭如は「ドラマは、原作を離れて自由である。ぼくの小説が戦後60年経った現在、違う形となり、今を生きる人たちに、戦争の惨たらしさを少しでも伝えられれば、原作者として有難いこと」とのメッセージを寄せている。
松嶋菜々子と井上真央は同時期にTBS系列の「金曜ドラマ」枠で放送されていたドラマ『花より男子』でも共演している。
エンディングでは、現在の戦争下の国での子どもたちの笑顔のカットが使われ、「このドラマはフィクションですが、世界中には今も清太や節子のように戦火の中に暮らしている子供たちが数多くいます。」とのメッセージでクローズしている。
2006年12月30日には日本テレビ・静岡第一テレビ・ミヤギテレビ・テレビ新潟・山梨放送・テレビ金沢（土曜 13:30 - 16:30）・青森放送・秋田放送・中京テレビ・読売テレビ・西日本放送・福岡放送・長崎国際テレビ・熊本県民テレビでも再放送された。

### キャスト（ドラマ）

#### 澤野家
澤野 久子（さわの ひさこ）
演 - 松嶋菜々子
本作の主人公。なつ、はな、ゆき、貞造（4姉弟）の母。半年前に東京にある嫁ぎ先の源造の実家を空襲で失い疎開してきた。
清太と節子の母・京子とは従姉妹同士で、京子と同日に夫・源造を戦地に見送った者同士として万一何かあったらお互いの子供の面倒を見る約束をした。それに従い彼らを預かり、当初は好意的に接していたが帰りを待っていた夫が戦死し、清太達が持ってきた食料を自分の子供たちに与えるしかないため諍いが絶えなくなっていき、なつには「鬼」と比喩された。
終戦後は肩の荷が下りたのか、節子の遺骨が入ったドロップの缶をせめてもの供養と持ち帰り、なつに託している。
番組の冒頭である60年後の2005年（現代）では夫の戦死から丸60年、自身は95歳と言う大往生を迎えて死去し、通夜・告別式の後、彼女の遺体は火葬場にて荼毘に付され火葬され、なつ達遺族らによって遺骨が拾われた。
澤野 なつ（さわの なつ）
演 - 井上真央
源造と久子の長女。久子の清太と節子の接し方に対し抗議し、「鬼」と比喩した。
清太と節子の死後、形見であるドロップの缶は60年後まで所持する事になる。
澤野 源造（さわの げんぞう）
演 - 伊原剛志
久子の夫で、4姉弟の父。大工。
疎開先で赤紙が届き、1943年夏、「必ず生きて帰ってくる」と家族に伝え出征（出征当日の朝に自宅の屋根に上って雨漏りの修理をしていた）。その後、1945年4月19日にミンダナオ島で玉砕し、利之により戦死通告が届く。
仕方がないとはいえ、なつに「鬼」と比喩されるまで久子の性格を歪ませてしまった張本人である。
澤野 善衛（さわの よしえ）
演 - 要潤
源造の末弟で、4姉弟の叔父。足が悪く杖を使用している。
終戦後、老人に絡まれている清太を助けた後、久子に貯金を取り上げられそのまま家を後にする。
澤野 はな（さわの はな）
演 - 福田麻由子
源造と久子の次女。
4姉弟の中で彼女のみ、老年期の姿で登場していない。
澤野 ゆき（さわの ゆき）
演 - 飯原成美（老年期：喜多道枝）
源造と久子の三女。
澤野 貞造（さわの ていぞう）
演 - 堀江晶太（老年期：久保晶）
源造と久子の長男。喘息を持病に持つ。

#### 横川家
横川 清太（よこかわ せいた）
演 - 石田法嗣
原作では設定のなかった学校が、エリート進学校である神戸一中（作者が当時在学していた神戸市立中とは異なる）に設定された。　
京子と久子が従姉妹同士のため、彼女とは従姉妹おば、源造とは従兄弟おじ、4姉弟とは又いとこ同士にあたる。
アニメ映画と同様、節子の遺骨が入ったドロップの缶は駅員に放り投げ出されるが、その後久子に拾われ、なつが形見として所持する事になる。
横川 節子（よこかわ せつこ）
演 - 佐々木麻緒
アニメ映画とは違い、人形や財布等はなく、そのまま遺体は清太によって荼毘に付された。
横川 清（よこかわ きよし）
演 - 沢村一樹
清太と節子（横川兄妹）の父で、海軍大佐。
1943年夏、出征の際、息子の清太に自分の代わりに大黒柱として母・京子と妹・節子を守り抜くよう言い聞かせた。
終戦後、実は既に戦死していた事が判明する。
横川 京子（よこかわ きょうこ）
演 - 夏川結衣
久子の従姉妹で、横川兄妹の母。4姉弟の従姉妹おばにあたる。

#### 町の人々
吉岡 利之（よしおか としゆき）
演 - 生瀬勝久
町の駐在。
源造の出征の際の行事に参加した他、彼の戦死通告を久子に届けた。
よろず屋の主人に殴られ警察に連行された清太を久子に引き渡したが、横川兄妹が2人で生活している事を聞くと「戦争中に子供2人だけで生きていくなんて無理やで」と驚いていた。
大林町会長（おおばやし - ）
演 - 織本順吉
横川家がある町の会長を務めている男性。避難先の小学校で、清太を被災して重傷を負った京子の元に案内し、指輪を渡した。
米屋の親父
演 - 高松英郎
久子が出入りしている米屋の主人。配給された米を1人1人配っているが久子は澤野家では6人分（横川兄妹を預かって以降は8人分）必要なためこれだけでは足りないと言うため度々口論になり、そんなに欲しいのなら闇米を買うしかないと言い放つ。
農夫
演 - 不破万作
澤野家を出た横川兄妹に食べ物を分ける事を拒否したため、それに腹を立てた清太に食べ物を奪われた。
松井 栄作（まつい えいさく）
演 - 段田安則
よろず屋の主人。源造の出征の際には本編の1943年夏以前にマレー沖海戦で戦死した海軍の息子の事を思い出し号泣していた。
自炊する事になった清太に金額をまけ、「何があったか知らんけど意地を張ったらあかんで」と励ました。
上記のように戦死した息子が海軍であったため、海軍大佐を父に持つ清太が自分の店に盗みに入った時には、その情けのあまり自分の手も怪我をするほど殴りつけた。終戦後、再び現れた清太に妻とともに呆れて追い払おうとするも、衰弱した節子に食べ物を食べさせるため土下座され、同情して卵と米を渡した。
松井 素子（まつい もとこ）
演 - 岡本麗
栄作の妻。
源造の出征の席で息子を思い出し号泣した栄作を叱責し、「あの子は天皇陛下のために死んだんや」と息子の死を受け入れていた。久子に清太が中学生なのに勤労動員や隣組の消火活動にも参加していない事に疑問を投げかけた。

#### 現代
光村 なつ（みつむら なつ）
演 - 岸惠子
60年後のなつ。清太と節子の形見であるドロップの缶を持っていた。
本作の語り部でもあり、彼女の回想という形で物語が展開される。
光村 恵子（みつむら けいこ）
演 - 井上真央（少女時代のなつと二役）
なつの孫かつ久子のひ孫。高校生。少女時代のなつと瓜二つである。

#### その他
- 小倉一郎、松澤一之、山西惇、春海四方、ト字たかお、本多晋、西尾由佳理（当時・日本テレビアナウンサー）

松澤演じる駅員はアニメ映画と同様、清太が持つ節子の遺骨が入ったドロップの缶を放り投げた後、久子に拾われた。

### スタッフ（ドラマ）
- 原作 - 野坂昭如（『アメリカひじき・火垂るの墓』 新潮文庫刊）
- 脚本 - 井上由美子
- 演出 - 佐藤東弥
- 音楽 - 沢田完
- エンディングテーマ - Bank Band「生まれ来る子供たちのために」
- サウンドプロデューサー - 志田博英
- 音響効果 - 谷口広紀
- 特殊メイク - 百武朋
- VFXスーパーバイザー - 小田一生
- VFX・CG - ナイス・デー、フレームワークス・エンターテインメント、あとりえTETO、日本映像クリエイティブ、NTTメディアラボ
- 火炎効果 - 太平特殊効果
- スタント - FCプラン
- 美術協力 - 日本テレビアート
- タイトルバック演出 - 丹下紘希（イエローブレイン）
- 編集・MA - 映広
- 広報 - 神山喜久子
- 音楽協力 - 日本テレビ音楽
- プロデューサー - 村瀬健、難波利昭、小泉守
- 制作協力 - 日テレ映像センター・トータルメディアコミュニケーション
- 製作・著作 - 日本テレビ

### 撮影協力
- 兵庫県神戸市
  - 兵庫県立神戸高等学校（神戸市灘区）
  - 神戸上高丸団地（神戸市垂水区）
- 岡山県備前市
- 岡山県高梁市成羽町
- 広島県福山市鞆町（鞆の浦）[85]
- 広島県竹原市
- 長野県諏訪郡原村
- 山梨県西八代郡上九一色村
- 栃木県
- 岡山県真庭郡久世町（現・真庭市）
  - 旧遷喬尋常小学校（国重要文化財指定）
- 大井川鐵道株式会社
- 兵庫県西宮市 ほか

## 実写映画
原作者の野坂によると、アニメ映画製作の段階までに何度か実写映画化の企画は存在した。もっとも具体的だったのは、KKベストセラーズ創業者の岩瀬順三によるものだった。岩瀬は、アメリカ・アリゾナ州に戦災を受ける前の神戸の街を再現し、アメリカで保存されている飛行可能なB-29から実際に焼夷弾を投下、出演者には断食をさせて栄養失調を再現するといった壮大なプランを描き、野坂自身も取材をかねてB-29に乗りに行ったりしたが、実現することなく岩瀬は亡くなった。
その後、2000年代になって改めて実写企画が発足し、2008年（平成20年）7月5日に公開された。黒木和雄監督により企画が進行していたが、黒木の死去により、黒木を師と仰ぐ日向寺太郎が監督となった。叔母役の松坂慶子は事実上の悪役ということから一度はオファーを断ったと告白している。

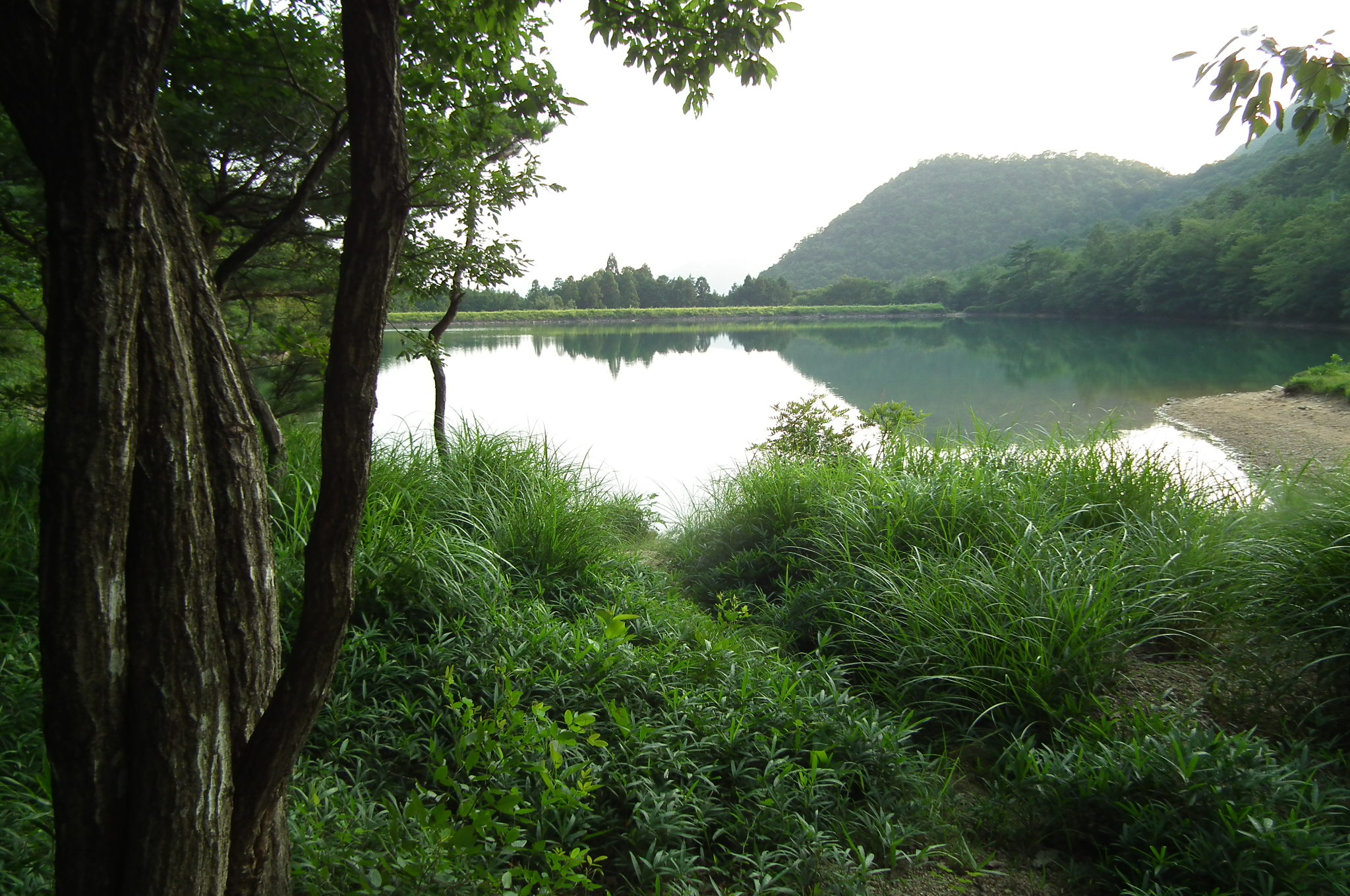
ロケ地に選ばれた秋谷池（西脇市黒田庄町）

全ての撮影が舞台となる兵庫県内で行われた。池の土手を歩くシーンや池辺で飛び交う蛍をとる印象的なシーンは、西脇市黒田庄町喜多字秋谷口の秋谷池で撮られた。また西脇小学校でも撮影が行われている。メイキングのDVDは公開同年の8月8日、本編DVDは翌2009年（平成21年）3月27日発売。

### 特徴
アニメ映画とは異なり、登場人物による回想を廃止し、現在進行形のストーリーに変更している。一部原作でのみ描かれた部分、本作オリジナルの部分も多い。清太は喘息を持病に持ち、剣道が得意という設定が追加された。原作では駅で亡くなっていたが、実写映画では1人で生きようと雨の中歩いて去っていき、生死不明のまま終わる。
原作やアニメ映画などでは、当初はうまく行っていた叔母の家での共同生活が次第に悪くなる展開だったが、実写映画は最初から最後まで叔母の態度が悪い。「家に置くのを半年前に夫が戦争で戦死し大変なため、一度は追い返そうとするも食料を持っていたことから態度を変えて置く」流れで共同生活が始まっている。
清太の父の消息（生死）については特に触れられていない。日向寺監督は、「姓名は亡くなった人物にだけ付ければいい」との考えで、作中で亡くなった人物にしか姓名は設定されていない。清太の父は姓名が設定されていないため、生きているのではないかとも言える。
原作、アニメ映画などでは空襲の被災により意識不明のまま亡くなった母を、実写映画では一瞬だけ意識を取り戻し、その後亡くなると言う形へ変更している。これに伴い叔母の家に向かう場面をやや変更し、到着するまでの道順が初めて描写された。今までは最初しか出番がなかった清太の地元の町内会長や西宮に住む原作の登場人物などがクローズアップされオリジナル化されて、あまり描かれなかった清太と他者との交流シーンが大幅に追加されている。同じ野坂の小説『アメリカひじき』では、主人公の回想部で終戦直後の町内会の人々の様子が少し描かれている。
アニメ版、ドラマ版では節子が死んだ際は火葬シーンがあるが、映画では火葬せずに土葬のみとなっている。

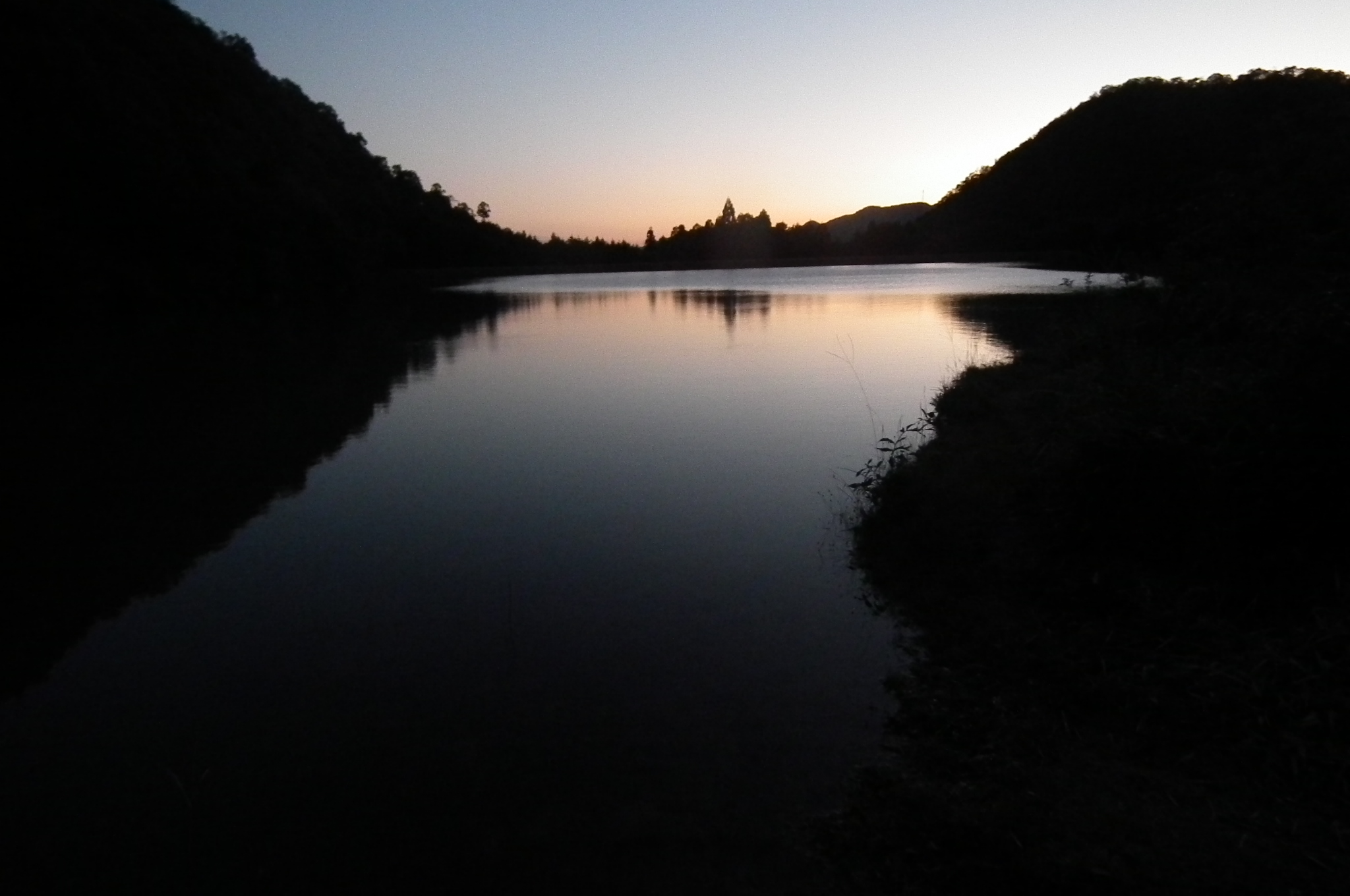
夕暮れの秋谷池

### キャスト（映画）
- 鶴間清太 - 吉武怜朗
- 鶴間節子 - 畠山彩奈（赤ん坊：松本真優）
- 雪子（清太の母） - 松田聖子
- 本城 雅夫 - 江藤潤
- 清太の父 - 高橋克明
- 高山道彦 - 山中聡
- 本城君枝 - 千野弘美
- 本城昭子 - 谷内里早
- 本城和子 - 鈴木米香
- 農夫 - 飯島大介
- 未亡人の息子 - 萩原一樹
- 未亡人の娘 - 矢部裕貴子
- 若い未亡人 - 池脇千鶴
- 町会長（西宮） - 原田芳雄
- 町会長（御影） - 長門裕之
- 未亡人（清太の親戚） - 松坂慶子

### スタッフ
- 監督 - 日向寺太郎
- 脚本 - 西岡琢也
- 音楽 - Castle In The Air（谷川公子+渡辺香津美）
- 撮影 - 川上皓市
- 照明 - 水野研一
- 録音 - 久保田幸雄
- 美術監修 - 木村威夫
- 美術 - 中川理仁
- 編集 - 川島章正
- ヘアメイク - 小堺なな
- 助監督 - 酒井長生
- 音響効果 - 瀬谷満
- 特殊メイク - 松井祐一
- VFXスーパーバイザー - 落合信人
- ロケ協力 - 兵庫県、姫路市、南あわじ市、加古川市、西脇市、西宮市、宝塚市、加西市、加東市、三木市、ひょうごロケ支援net、神戸フィルムオフィス、日本毛織　ほか
- 現像 - 東京現像所
- 製作者 - 石川博/川城和実/桐畑敏春/久松猛朗/横倉信夫/鈴木ワタル
- プロデューサー - 伊藤成人/河野聡/南條昭夫/磯田修一
- 企画 - 大橋孝史
- 製作 - 『火垂るの墓』パートナーズ
  - テレビ東京/バンダイビジュアル/ポニーキャニオン/衛星劇場/佐久間製菓/トルネード・フィルム/ジョリー・ロジャー/パル企画
- 配給 - パル企画（2008/カラー/35mm/100分/ビスタサイズ）

- 蛍の飛ぶ印象的なシーンの撮影を行った秋谷池（西脇市黒田庄町）
- 火垂るの墓撮影地の石碑が立つ秋谷池畔

## 漫画化
『火垂るの墓』は吉森みきを、滝田ゆうなどにより漫画化されている。
- ほるぷ平和漫画シリーズ20『焼跡のうた』（ほるぷ出版、1984年11月、全国書誌番号:85004871、ISBN 978-4593531226）
  - 絵：吉森みきを。原作：野坂昭如。
  - ※ 月刊少女漫画雑誌りぼん (集英社、1969年7月、全国書誌番号:00024245)付録に掲載された『ほたるの墓』ほか2編を収録。
- 『怨歌劇場』（ぱる出版、1993年10月20日）
  - 絵：滝田ゆう。原作：野坂昭如。
  - ※ 『火垂るの墓』をはじめ、野坂の12編の短編が漫画化されている。
- 宙コミック文庫 漢文庫シリーズ『怨歌劇場』（宙出版、2007年1月25日）
  - 絵：滝田ゆう。原作：野坂昭如。
- ホーム社 MANGA BUNGOシリーズ『火垂るの墓』（ホーム社、2010年7月10日）
  - 画：三堂司。原作：野坂昭如。

## 合唱組曲
2010年（平成22年）に、新実徳英により混声合唱組曲が作られている。
- 混声合唱組曲『火垂るの墓』  第33回演奏会 神戸市役所センター合唱団
  - 2010年（平成22年）11月19日 神戸文化ホール中ホール
  - 作曲：新実徳英。作詞：車木蓉子。
  - 構成は、「1. 駅」、「2. 火垂る」、「3. 飢え」、「4. 悔」、「5. 愛―蛍」、「6. 臨―声」の、6から成る。
  - ※ 被爆・終戦65周年記念特別企画。

## おもな刊行本
- 『アメリカひじき・火垂るの墓』（文藝春秋、1968年3月25日）
  - 装幀：永田力。帯文：大佛次郎。
- 文庫版『アメリカひじき・火垂るの墓』（新潮文庫、1972年1月30日。改版2003年）
  - カバー装画：近藤喜文、山本二三、保田道世。付録・解説：尾崎秀樹。
- 限定豪華版『火垂るの墓』（成瀬書房、1978年6月21日）
  - あとがき：野坂昭如。
  - 収録作品：アメリカひじき、火垂るの墓
  - 限定200部。毛筆署名落款
- アニメ絵本『火垂るの墓』（新潮社、1988年5月）
  - 絵：近藤喜文、百瀬義行。詩：田村隆一。
- 大型アニメ絵本『火垂るの墓』（徳間書店、1988年8月）
  - 監督：高畑勲。
- 朗読CD『火垂るの墓』（新潮社、2001年7月25日）
  - 朗読：橋爪功。CD1枚。76分。
  - 収録内容：火垂るの墓、野坂昭如談話
- 英文版『The Grave of the Fireflies』（Tate Pub & Enterprises Llc、2009年）

## オーケストラ演奏＆朗読
2023年（令和5年）9月17日に、兵庫県立芸術文化センター　KOBELCO(大ホール)にて、オーケストラ演奏と朗読、アニメ映画の静止画像で披露する音楽詩の公演が開催される。公演名「音楽詩『火垂るの墓』 -速水奨＆石川由依」
- 出演
  - 速水奨（ステージ上朗読・清太役）
  - 石川由依（ステージ上朗読・節子役）
- 作曲：間宮芳生
- 演出・構成：上海太郎
- 管弦楽：兵庫芸術文化センター管弦楽団
- プロデューサー：恩田健志

## 記念碑
西宮震災記念碑公園に、建設費の一部を募金で賄う形で2020年に記念碑が建立され、同年6月7日に除幕式がおこなわれた。碑の正面側には「小説火垂るの墓 誕生の地」と刻まれている。西宮震災記念碑公園は、作品の舞台の一つとなったニテコ池の近くに所在する。